# Kalli Klement
Kalli Klement, född 31 december 1950, är en svensk kulturadministratör och översättare. Hon var tidigare chef för Sveriges författarfond och Nordiska Ministerrådets kontor i Estland, nuvarande förbundschef på Sveriges Konstföreningars Riksförbund. 
Hon har översatt ett flertal böcker från estniska till svenska.